# High-Speed Packet Access
High-Speed Packet Access (HSPA) es una fusión de dos protocolos móviles, High Speed Downlink Packet Access (HSDPA) y High Speed Uplink Packet Access (HSUPA) que extiende y mejora el rendimiento de las redes de telecomunicaciones móviles de tercera generación (3G), como son el 3.5G o HSDPA y 3.5G Plus, 3.75G o HSUPA existentes utilizando los protocolos WCDMA.
A finales de 2008 se lanzó un estándar 3GPP aún más mejorado, Evolved High Speed Packet Access (también conocido como HSPA+),  posteriormente adoptado a nivel mundial a partir de 2010. Este nuevo estándar permitía llegar a velocidades de datos tan altas como 337Mbit/s en el enlace descendente y 34Mbit/s en el enlace ascendente. Sin embargo, estas velocidades se consigue rara vez en la práctica.

## Descripción
Teóricamente, las primeras especificaciones HSPA alcanzaban velocidades de hasta 14,4 Mbit/s en bajada y hasta 5,76 Mbit/s en subida, dependiendo del estado o la saturación la red y de su implantación. También redujo la latencia, proporcionando hasta cinco veces más la capacidad del sistema en el enlace descendente y 2 veces más la capacidad del sistema en el enlace ascendente a comparación de protocolos WCDMA originales.

## Terminales

### Módems

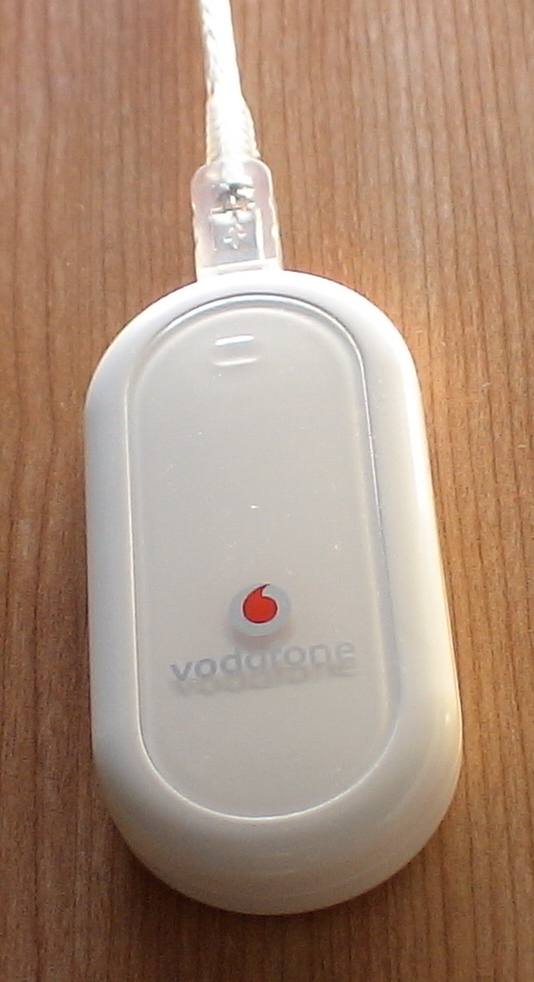
Módem USB HSDPA Huawei E220

Existen en el mercado modelos de módems USB con capacidades HSPA de numerosos fabricantes.

### Teléfonos
Las grandes compañías de telefonía móvil ya poseen modelos con estas capacidades, como el HTC Touch Diamond y el HTC Hero, entre otros. Nokia, en concreto, posee los modelos N95. La mayoría de los teléfonos 3G más recientes del mercado son compatibles con esta tecnología.